# Ostrov (Sobrance)
Ostrov es un municipio del distrito de Sobrance en la región de Košice, Eslovaquia, con una población estimada a final del año 2024 de 306 habitantes.
Se encuentra ubicado al noreste de la región, en la cuenca hidrográfica del río Bodrog (afluente derecho del Tisza) y cerca de la frontera con la región de Prešov y Ucrania.

## Demografía
| Año        | 1994 | 2004    | 2014    | 2024    |
| ---------- | ---- | ------- | ------- | ------- |
| Población  | 287  | 275     | 295     | 306     |
| Diferencia |      | −4,18 % | +7,27 % | +3,72 % |

| Año        | 2023 | 2024    |
| ---------- | ---- | ------- |
| Población  | 312  | 306     |
| Diferencia |      | −1,92 % |